# Buddleja griffithii
Buddleja griffithii là một loài thực vật có hoa trong họ Huyền sâm. Loài này được (C.B.Clarke) C.Marquand mô tả khoa học đầu tiên năm 1930.